# Korejský Jindo
Korejský Jindo (anglicky: Korean Jindo, korejsky 진돗개 – Čindos gä – doslova „Čindský pes“) je psí plemeno původem z Jižní Koreje. Jedná se o typického představitele špiců; je tvrdohlavý, temperamentní, důstojný a schopný samostatně jednat. Mezinárodní kynologická federace toto plemeno uznává a řadí jej do skupiny špicové a plemena primitivní, do sekce asijští špicové a příbuzná plemena. Oficiální zkratka je KJ a číslo standardu 334.

## Historie

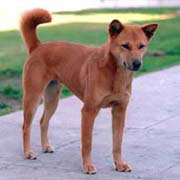
Červeně zbarvený jindo

Historie plemene korejského jinda je zahalená tajemstvím; neexistují žádné písemné záznamy o jeho původu. Toto psí plemeno po dlouhou dobu žilo izolovaně na ostrově Čindo v Jižní Koreji, od kterého je odvozen i název. Jeho předky jsou pravděpodobně původní mongolští psi, kteří se na Korejský poloostrov dostali ve 13. století při vpádu Mongolů na území dnešní Severní Koreje. Původně se korejský jindo využíval pro lov a hlídaní, k čemuž má vlohy. Jeho kořistí bývala střední až velká lesní zvěř, některé legendy vyobrazují toto psí plemeno při lovu na tygra ussurijského. Při lovu se psi pohybovali samostatně, výjimečně v párech.
Jedná se o chráněné psí plemeno, které je uznávané jako národní, dokonce jej v roce 1962 vláda Jižní Koreje označila jako "přírodní památku" (천연 기념물;天然記念物). Právě kvůli tomu bylo a stále je velmi těžké vyvézt je do světa. V roce 1988 se několik těchto psů předvedlo na letních olympijských hrách v Soulu, když kráčeli v zahajovacím průvodu. United Kennel Club (UKC) plemeno uznal 1. ledna 1998.
Poprvé bylo plemeno vyvezeno do Francie, odkud se dostalo do Spojených států. Ve Velké Británii se počet zapsaných psů pohybuje okolo 30 kusů.
V roce 2009 Korea Economic Daily udělal rozhovor s jihokorejským psovodem jménem Bak Nam-sun, který řekl, že korejští jindové se ve své rodné zemi nevyužívají jako záchranářští a vyhledávací psi, protože jejich lovecké instinkty jsou příliš silné a jejich výcvik je složitý. V roce 2010 člen korejské bezpečností služby napsal, že většinu jejich pracovních psů tvoří němečtí ovčáci, protože korejský jindo dog se neukázal jako dobrý služební pes. I přes tyto negativní odezvy se i nadále někteří chovatelé snaží cvičit tyto psy jako služební. Ještě toho roku v říjnu se v Los Angeles objevilo několik jedinců plemene, kteří zde měli být využíváni právními službami při vymáhání dluhů. Výcvik se ale nezdařil a štěňata byla označena za příliš aktivní, horlivá a dychtivá.

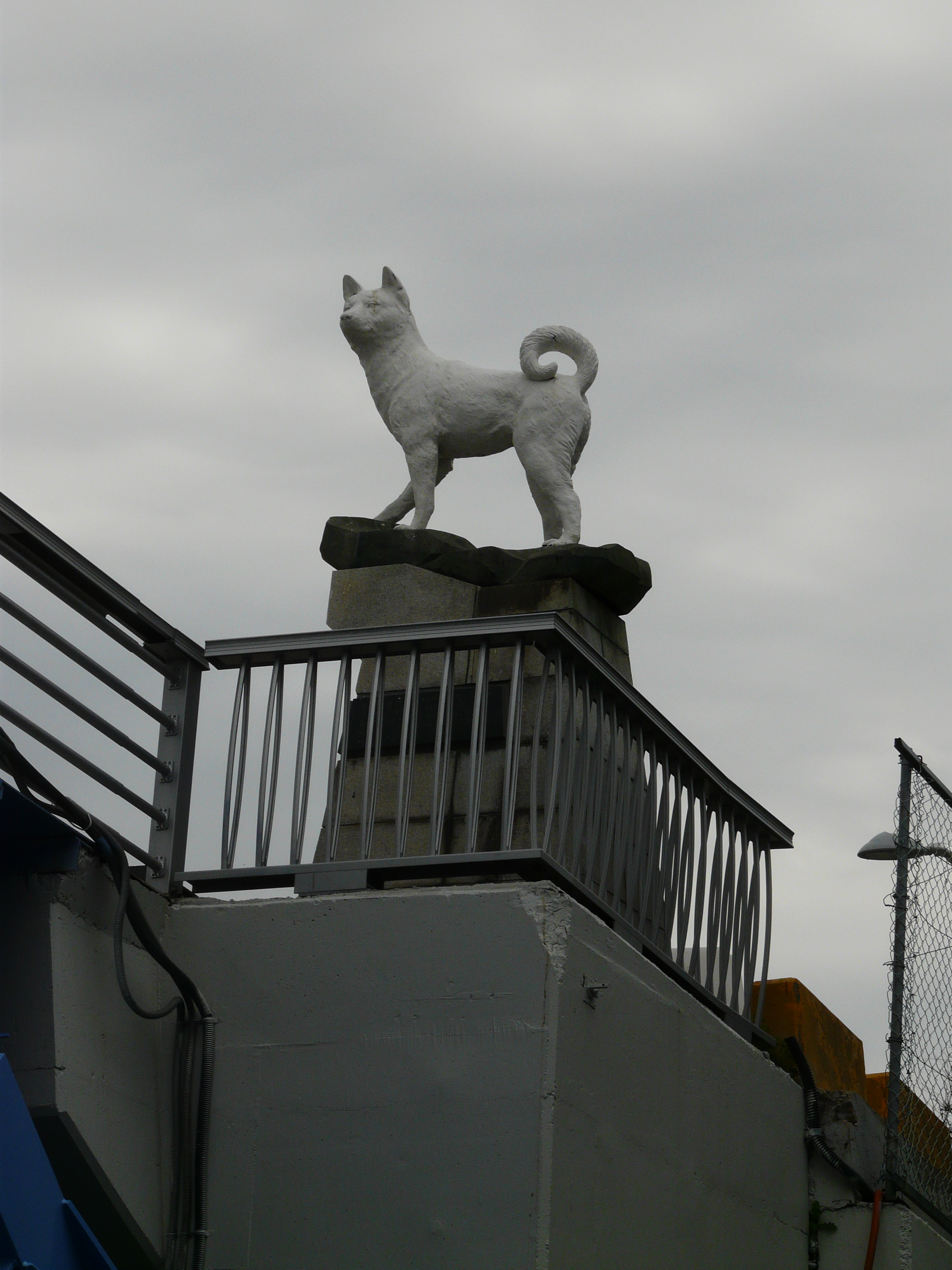
Socha korejského jinda

### Korejský jindo v příbězích
V roce 1993 prodala 83 let stará žena Park Bok-Dan svoji fenu korejského jinda do města vzdáleného přes 300 km od jejího domu. Když fena přicestovala k novému majiteli, během pár dnů utekla a vrátila se domů. Tato cesta jí trvala 7 měsíců a prokázala tak, že tito psi jsou velmi loajální vůči majiteli a jeho změnu nesou velmi těžce. Její původní majitelka Park Bok-Dan se rozhodla, že si fenu i nadále nechá. Ta zemřela o 7 let později přirozenou smrtí. Příběh této feny se stal v Koreji senzací a dle něj bylo vytvářeno mnoho karikatur, dokumentů i pohádek. V roce 2004 byla hotova socha oné feny a umístěna do jejího rodného města.
Další příběh pojednává o korejském jindovi jménem Baekgu, který žil sám jen se svým jedním majitelem. Ten zemřel a od té doby Baekgu nic nejedl ani nepil a po sedmi dnech svého majitele následoval.

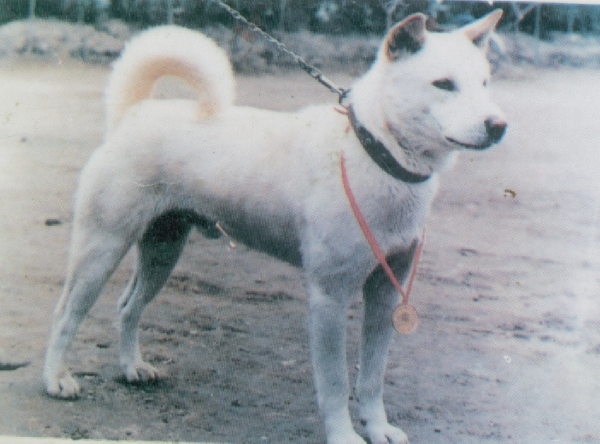

## Povaha
Korejský Jindo je dobře známý pro svou věrnou a nezkrotnou povahu. Jedná se o aktivní a mrštné psy, kteří jsou velmi bystří a inteligentní, ale neposlouchají kdekoho. Z rodiny si vyberou pouze jednoho člena, kterému jsou oddaní, zbytek lidí ignorují. Jsou dominantní a tvrdohlaví. Jsou tišší, ale dobří hlídači. Nezvaného hosta jsou schopni sami zadržet a v případě nutnosti brání svého majitele do krve. Rozeznají známé tváře a neznámé vetřelce. Umí skákat velmi vysoko, jejich území tedy musí být ohrazeno velmi vysokým plotem. Rád tráví čas se svým majitelem a samotu těžko snáší. V dospívání potřebuje hodně socializace a kontaktu s lidmi, aby s nimi v budoucnu dobře vycházel. Vyžaduje hodně aktivity, jinak si zábavu najde sám: prokouše plot, uteče, bude olizovat zásuvky... V souvislosti s tímto psím plemenem je často zmiňována i jejich nenávist vůči vodě, takže koupel je pro něj velmi nepříjemný zážitek. U některých jedinců tento strach přerostl téměř ve fóbii, takže ani nepřejdou most přes vodu nebo nepůjdou na procházku v dešti. Vůči jiným psům nejsou přirozeně agresivní, ale vycházejí s nimi jen proto, že si to jejich majitel přeje. Nepracují příliš dobře ve skupině více psů, více jim vyhovuje práce samostatná. Děti jim nevadí, ale některé jejich hry jim mohou být nepříjemné. S jinými domácími zvířaty nevychází dobře hlavně kvůli svému loveckému instinktu, který jim velí zvíře pronásledovat a udávit.

## Péče
Péče o toto psí plemeno není příliš náročná. Srst je jemná, hustá a hladká na dotek, má podsadu, to znamená, že líná 2x ročně (na jaře a na podzim). V tomto období je nutné věnovat jí zvláštní pozornost a vyčesávat každý den. Mimo toto období stačí vyčesat jednou za týden. Už kvůli strachu těchto psů z vody je dobré se vyhýbat mytí ve vodě,
Korejský Jindo vyžaduje hodně pohybu jakéhokoliv typu. Majitel ale musí myslet na to, že by se pes neměl příliš ušpinit, nepřipadá tedy v úvahu prašné prostředí. Krom toho se ale korejský jindo hodí na horské túry i některé psí sporty, jako je agility nebo tanec se psem (dogdancing).
Výchova i výcvik jsou velmi náročné a je nutné s nimi začít již v nízkém věku, tedy co nejdříve. Pak už je na to pozdě a pes může být nezvladatelný a agresivní. Vyžaduje důkladnou socializaci.